# 王鑨
王鑨（1606年11月—1670年或1671年），字子陶，號大愚，河南孟津人。
贡监生，清初刑部河南司员外郎，顺治二年首任昆山县知县（载乾隆版《江南通志》卷107）。工诗词，著有《大愚集诗文》，以及《红药坛》、《秋虎丘》、《双蝶梦》（王鐸序）等傳奇。其中《秋虎丘》傳奇，寫王翠翹的故事，現存康熙十五年（1676年）序刊本。《康熙孟津縣志》有傳。其兄明天啓二年（1622年）壬戌科进士、书画家王鐸 (天啟進士)。